# Mr. Magoo (filme)
Mr. Magoo (prt/bra: Mr. Magoo) é um estadunidense de 1997, dos gêneros aventura e comédia romântica, dirigido por Stanley Tong para a Walt Disney Pictures, com roteiro de Pat Proft e Tom Sherohman baseado no desenho animado homônimo.
Estrelado por Leslie Nielsen como o personagem-título, foi o primeiro filme em língua inglesa feita por um diretor de Hong Kong.[carece de fontes?]

## Sinopse
Mr. Magoo corta os fios de eletricidade do museu em vez de cortar a fita de inauguração de uma exposição. Na escuridão, um valioso rubi é roubado. Logo, ele se vê na incumbência de tentar desvendar quem roubou a importante joia.

## Elenco
- Leslie Nielsen .... Mr. Quincy Magoo
- Kelly Lynch .... Luanne LeSeur / Prunella Pegulla
- Matt Keeslar .... Waldo Magoo
- Nick Chinlund .... Bob Morgan
- Stephen Tobolowsky .... Agente Chuck Stupak
- Ernie Hudson .... Agente Gus Anders
- Jennifer Garner .... Stacey Sampanahoditra
- Malcolm McDowell .... Austin Cloquet
- Miguel Ferrer .... Ortega Peru
- L. Harvey Gold .... Schmitt
- Art Irizawa .... Gosha
- John Tierney .... Hebzinski
- Terence Kelly .... McManus
- Rick Burgess .... Molinaro
- Jerry Wasserman .... Javier
- Bill Dow .... Curador do museu

## Produção
Mr. Magoo foi filmado no Brasil (Foz do Iguaçu), Argentina e no Canadá (Vancouver).[carece de fontes?]

## Recepção
O filme recebeu críticas negativas em sua maioria com um "podre" de 4% sobre revisão agregador Rotten Tomatoes, e foi um fracasso de bilheteria, criticando-o para o seu humor pastelão coxo (o script que está sendo co-escrito por Pat Proft, colaborador de David Zucker, Jim Abrahams e Jerry Zucker) e imagem das pessoas míopes (embora, nos créditos finais, o filme faz uma declaração sobre a forma como as pessoas com dificuldades de visão podem levar uma vida normal, e que o filme não pretende ser uma descrição precisa).